# Charles-Guillaume Alexandre
Ne doit pas être confondu avec Charles Guillaume Alexandre Bourgeois.
Charles-Guillaume Alexandre (V. 1735 - Paris, 1787 ou 1788) est un violoniste et compositeur français.

## Biographie
Charles-Guillaume Alexandre est violoniste du Théâtre de l'Opéra-Comique de 1753 à 1755 et devient en 1760 maitre de musique à l’École de musique de Dubugrarre (organiste de Saint Sauveur). Il est nommé en 1772 premier violon du duc d'Aiguillon puis en 1783, professeur de violon à Paris. On lui doit des opéras et de la musique instrumentale.

## Œuvres
- Le Triomphe de l'amour conjugal, spectacle orné de machines, paroles de Giovanni Niccolo Servandoni, 1755
- La Conquête du Mogol par Thamas Kouli-Kan, roi de Perse, et son triomphe, spectacle à machines, paroles de Servandoni, 1756
- Georget et Georgette, opéra-comique, en un acte, livret d'Harny de Guerville, 1761
- Dictionnaire lyrique portatif, ou Choix des plus jolies ariettes de tous les genres disposées pour la voix et les instrumens avec les paroles françoises sous la musique, 2 tomes, Didot, 1764
- La Belle Arsène, opéra-comique, paroles de Charles-Simon Favart, musique de Pierre-Alexandre Monsigny, ouverture de C-G Alexandre, 1765
- Les beaux airs ou simphonies chantantes pour deux violons, deux hautbois ou flute, basso fagotto et cors à volonté, 1765
- Le Tonnelier, opéra-comique en un acte, livret de Nicolas-Médard Audinot et François-Antoine Quétant, musique de Charles-Guillaume Alexandre, Nicolas-Médard Audinot, François-Joseph Gossec, Josef Kohaut, François-André Danican Philidor, Johann Schobert et Jean-Claude Trial, 1765
- Le Petit-maître en province, comédie en un acte et en vers, livret de Guerville, 1766
- Premier Recueil d'Ariettes choisies avec accompagnement de guitare par Melle Paisible et de violon à volonté par Mr son frère avec basse chiffrée, 1766
- L'Esprit du jour, comédie de Guerville, 1767
- Concerto d'airs choisis à sept parties. Violon principal, violon premier, violon second, deux hautbois ou flûtes, alto viola, basse et deux cors ad libitum, 1770
- Romance du Petit maître en province, 1771
- Concert d'airs en quatuor, pour deux violons, alto et basse ou une flute, 4 parties, 1775
- Six Duetto pour deux violons, 2 vol, 1776
- Livre d'airs sérieux, tendres et a boire a une et a deux voix avec la basse continue, non daté